# BlueSky Statistics
BlueSky Statistics (auch BluΣSky Statistics) ist ein Computerprogramm zur Datenanalyse und Durchführung von statistischen Tests, basierend auf der Programmiersprache R.

## Funktionsumfang
BlueSky Statistics bietet zahlreiche Funktionen für Datenmanagement, Visualisierung und Datenanalyse und nutzt dazu zahlreiche frei verfügbare R-Packages. Der Aufbau der Datenmatrix mit einer Daten- und einer Variablenansicht ist an IBM SPSS Statistics angelehnt.
In einem Vergleich mit anderen R-basierten Analyseprogrammen nahm BlueSky Statistics beim Funktionsumfang 2019 den Spitzenplatz ein.
BlueSky Statistics hat besondere Module für die Analyse von Six-Sigma-Prozessen und für die Statistische Versuchsplanung (Design of Experiments).

## Lizenzen
Das Programm wird in einer kostenfreien BASE Version angeboten. Version 7 ist open source. Version 10 wurde mehrere Jahre als open source angekündigt, jene Pläne wurden aber aufgegeben. Neben der BASE Version wird inzwischen eine kostenpflichtige PRO Version sowie eine ENTERPRISE Version angeboten.

## Bedienung
BlueSky Statistics funktioniert grundsätzlich mausgesteuert auf einer grafischen Benutzeroberfläche. In einem R-Editor-Fenster sind aber auch Texteingaben in R-Syntax möglich. Die per Mausbefehl zusammengestellten Syntax-Befehle werden, ähnlich wie in IBM SPSS Statistics, zudem im Ausgabefenster wiederholt und sind auch von dort aus erneut aufrufbar.